# Myrmelastes hyperythrus
El hormiguero plomizo (en Perú y Ecuador) u hormiguero plúmbeo (en Colombia) (Myrmelastes hyperythrus), es una especie de ave paseriforme de la familia Thamnophilidae perteneciente al género Myrmelastes. Es nativo del occidente de la cuenca amazónica en Sudamérica.

## Distribución y hábitat
Se distribuye en el sur de Colombia (oeste de Caquetá), noreste de Ecuador (Sucumbíos, Orellana), este de Perú (Loreto al sur hasta Madre de Dios), suroeste de la Amazonia brasileña (al este hasta la cuenca del río Purus) y noroeste de Bolivia (Pando, norte de La Paz, Beni).
Esta especie es bastante común a común en el sotobosque y en los bordes de selvas de várzea y estacionalmente inundables,  principalmente debajo de los 500 m de altitud.

## Sistemática

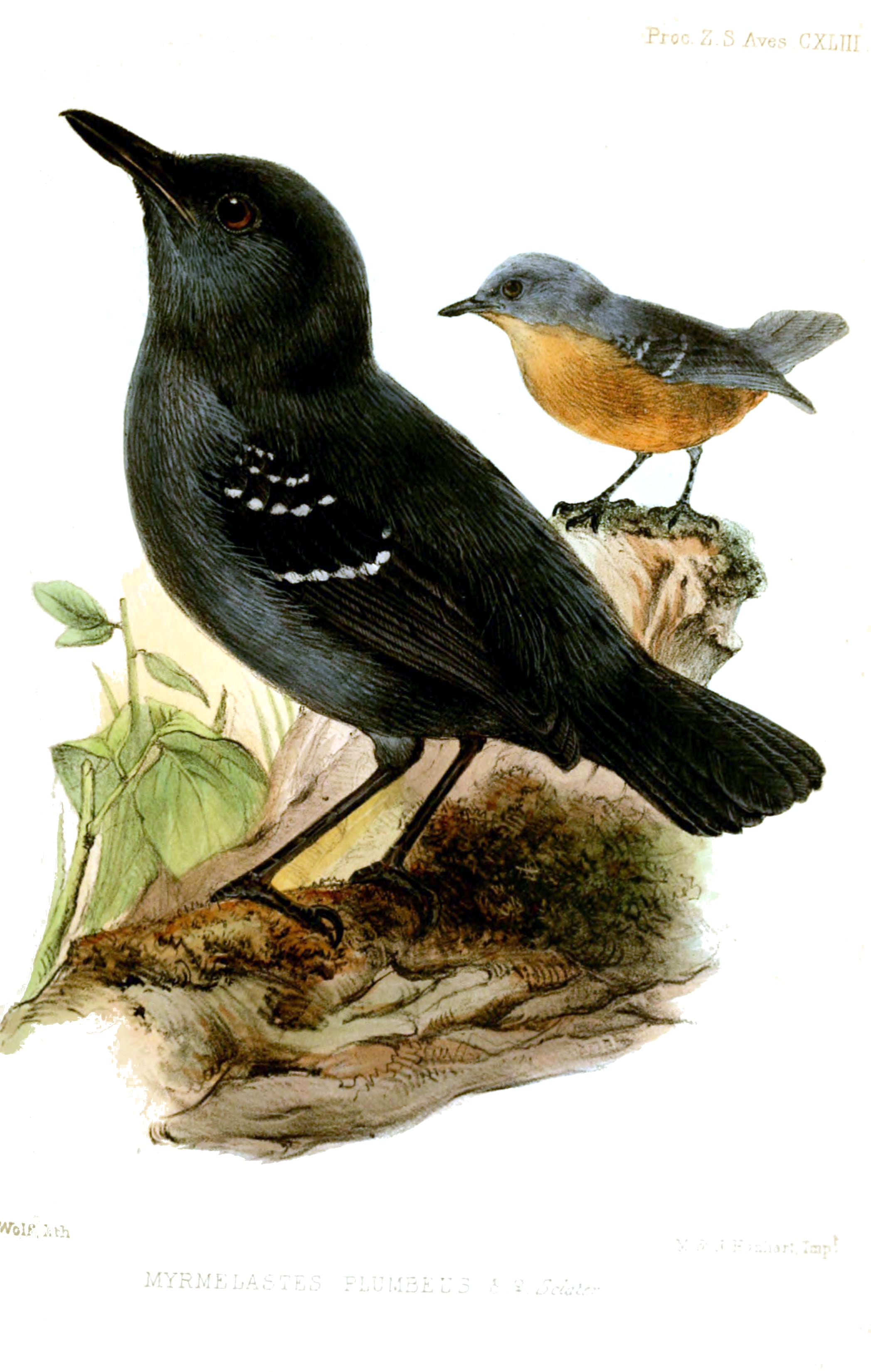
Hormiguero plomizo, macho (adelante), hembra (atrás), ilustración de Wolf para Proceedings of the Zoological Society of London, 1858

### Descripción original
La especie M. hyperythrus fue descrita por primera vez por el zoólogo británico Philip Lutley Sclater en 1855 bajo el nombre científico Thamnophilus hyperythrus; localidad tipo «Chamicuros, Loreto, Perú».

### Etimología
El nombre genérico masculino «Myrmelastes» proviene del griego «murmēx»: hormiga y «lastēs»: asaltante; significando «asaltante de hormigas»; y el nombre de la especie «hyperythrus», proviene del griego «hupo»: debajo  y «eruthros»: rojo; significando «rojo por debajo».

### Taxonomía
Esta especie estaba anteriormente colocada en  Myrmeciza. Los amplios estudios de Isler et al. 2013 en relación con este género, demostraron que M. hyperythra se encontraba agrupada dentro del grupo de especies que entonces formaban el género Schistocichla y que todo este grupo estaba hermanado a Sclateria naevia. A todo este grupo lo denominaron un «clado Sclateria», dentro de una tribu Pyriglenini. Para resolver esta cuestión taxonómica, propusieron agrupar M. hypeythra y Schistocichla en el género resucitado Myrmelastes, del cual la presente es la especie tipo. En la Propuesta N° 628 al (SACC), se aprobó este cambio, junto a todos los otros envolviendo el género Myrmeciza.
Es monotípica.